# مفحمات الأقران في مبهمات القرآن (كتاب)
مفحمات الأقران في مبهمات القرآن كتاب من كتب تفسير القران الكريم، ألفه جلال الدين السيوطي.

## الكتاب
يُعد الكتاب تكملة لجهود كتابين سبقاه هما: كتاب التكميل والإتمام لابن عساكر، وكتاب التبيان في مبهمات القرآن للقاضي بدر الدين ابن جماعة، الكتاب يفوق الكتابين بما حوى من الفوائد والزوائد، وحسن الإيجاز، وعزو كل قول إلى من قائله. من منهج مصنفه أنه كان يخرج نصوصه من كتب الحديث، والتفاسير المسندة، وإن أعياه الإسناد عزاه إلى قائله من المفسرين والعلماء، كما أن الكتاب مرتب وفق ترتيب سور القرآن. قال السيوطي: «فإن من علوم القرآن التي يجب الاعتناء بها معرفة مبهماته وقد هتف أبن العساكر بكتابه المسمى بالتكميل والإتمام. وجمع القاضي بينهما القاضي بدر الدين ابن جماعة في كتاب سماه التبيان في مبهمات القرآن. وهذا كتاب يفوق الكتب الثلاثة بما حوى من الفوائد والزوائد وحسن الإيجاز وعزو كل القول إلى من قاله مخرجا من كتب الحديث والتفاسير المسندة فإن ذلك أدعى لقبوله وأقع في النفس. فإن لم أقف عليه مسندا عزوته إلى قائله من المفسرين والعلماء وقد سميته مفحمات الأقران في مبهمات القرآن».